# Impérialisme russe

Carte montrant l'expansion de la Russie de 1300 à 1945.

L'impérialisme russe comprend la politique et l'idéologie du pouvoir exercé en Russie, ainsi que dans les États précédents, sur d'autres pays et territoires extérieurs. Selon Georges Florovsky, l’impérialisme russe s'enracine dans l'idéologie de la « troisième Rome » (en russe : третий Рим qui postule que Moscou, devenue capitale du plus puissant État indépendant orthodoxe, aurait hérité, après la chute de Constantinople (« deuxième Rome ») en 1453, de la mission de protéger les traditions de la Rome impériale (« première Rome ») et la foi orthodoxe en rassemblant toutes les principautés slaves de l'Est issues de la Russie kiévienne, en devenant la protectrice des sujets chrétiens orthodoxes des Sultans ottomans et en étendant par la suite l'État russe aux autres pays orthodoxes à travers le « projet grec » de Catherine II, ensuite dans celui de « Nouvelle-Russie » rechristianisant les rives de la mer Noire prises à l’Empire Ottoman puis, de pair avec le panslavisme, dans le « Grand Jeu » et la « Question d'Orient ».
Cela inclut les conquêtes de l'Empire russe, les ambitions d'expansion territoriale de l'Union soviétique (officiellement au nom de l'émancipation du prolétariat international) pour constituer un « Empire soviétique » incluant l'Europe orientale, ainsi que les actions de la fédération de Russie depuis 1992 en vue de reconstituer sa zone d'influence et d'agrandir son territoire. Certains chercheurs postcoloniaux ont noté le peu d'attention portée à l'impérialisme russe et soviétique dans leur discipline, l'Empire russe et l'URSS n'étant pas comptés parmi les empire coloniaux.

## Vues sur l'impérialisme russe
On a fait valoir que l'impérialisme russe était différent des autres empires coloniaux européens en raison du fait que son empire était constitué d'un territoire unique, terrestre plutôt qu'outre-mer (à l'exception éphémère de l'Alaska), ce qui signifiait que les rébellions pouvaient être plus facilement réprimées, certaines terres étant reconquises peu après leur perte. La base terrestre de l'empire a également été considérée comme un facteur qui le rendait plus facile à contrôler que des possessions d'outre-mer, en dépit des difficultés de communication et de transport terrestre à l'époque.
Le facteur économique de l'impérialisme russe aurait été le système à forte intensité de main-d'œuvre et à faible productivité fondé sur le servage, qui nécessitait une augmentation constante de la surface de terres cultivées et de la quantité de populations asservies pour l'expansion économique. Le système politique dépendait à son tour de la terre en tant que ressource pour récompenser les titulaires de charge. L'élite politique a ainsi fait de l'expansion territoriale un projet intentionnel. Selon Claire Mouradian, en Russie « contrairement à l'Europe occidentale, la formation de l'empire ne succède pas à la construction de l'État, mais l'accompagne… Le concept de nation et l'ambition impériale se confondent ».
Les adversaires de la politique russe ont longtemps utilisé le prétendu Testament de Pierre le Grand, publié en France en 1812 et qui attribuait au tsar Pierre Ier un plan délibéré de conquête de l'Europe et de l'Asie, appliqué fidèlement par ses successeurs. Ce n'est qu'un siècle plus tard qu'on a prouvé que ce texte est apocryphe, ayant été conçu dans l'émigration polonaise pour contester la légitimité de l'expansion russe au détriment de la Pologne.

### Colonisation interne
Selon Vassili Klioutchevski, la Russie a « l'histoire d'un pays qui se colonise ». Vladimir Lénine considérait les territoires sous-développés de la Russie comme un colonialisme interne. Ce concept est introduit pour la première fois dans le contexte de la Russie par August von Haxthausen en 1843. Pour Athanase Chtchapov, ce processus était principalement motivé par l'impérialisme écologique, selon lequel le commerce des fourrures et la pêche étaient à l'origine de la conquête de la Sibérie et de l'Alaska. Dans certains cas comme les Pays baltes ou la Moldavie, il s'agissait aussi, par la colonisation démographique, de russifier des régions initialement non-slaves.

## Fondements idéologiques de l'impérialisme russe
La légitimation de l'impérialisme russe s'est faite à travers différentes idéologies successives.
Après la chute de Constantinople marquant la fin de l'empire byzantin en 1453, Moscou s'est auto-désignée la troisième Rome, en référence à la chute de Rome en 476 après J-C.
L'Église russe s'est déclarée auparavant autocéphale en 1448. Dans une lettre panégyrique au grand-duc Vassili III composée en 1510, le moine russe Philothée de Pskov proclame : « Deux Romes sont tombées. La troisième tient et il n'y aura pas de quatrième. Personne ne remplacera votre tsarat chrétien ! ». Cela a conduit au concept d'une nation russe orthodoxe messianique ayant pour objectif de sauver le monde sous le nom de Sainte Rus', ou l'Église est une servante, le peuple un esclave et les princes des serviteurs, l'Ouest devenant un monde abandonné à l'« hérésie latine »,.
Ainsi l'autocratie russe a abouti à un modèle spécifique et original où l'agrandissement de l'empire est vu comme un « mouvement naturel ». L'unité russe au cours des décennies et siècles suivants va s'effectuer au prix de la destruction des autonomies locales, droits des sujets et des privilèges des villes. Catherine II écrit à ce sujet à Voltaire : « Nous n'avons point trouvé d'autres moyens de garantir nos frontières que de les étendre ».
Au XIXe siècle, le panslavisme est devenu une nouvelle théorie de légitimation pour l'impérialisme. L'idée du « monde russe » est devenue un concept clé et l'édification de la nation impériale de la nationalité « panrusse » est adoptée par de nombreux sujets impériaux (y compris les Juifs et les Allemands) et sert de fondement à l'Empire. Il avait d'abord gagné en importance politique vers la fin du XVIIIe siècle en tant que moyen de légitimer les revendications impériales russes sur les territoires orientaux de la république des Deux Nations.
Après le soulèvement de janvier 1863, le gouvernement russe est devenu extrêmement déterminé à éliminer toutes les manifestations de séparatisme en adoptant une politique de russification dans le royaume de Pologne, dans les provinces baltes et dans le grand-duché de Finlande, ces deux derniers étant pourtant loyaux au pouvoir,. Cette politique de russification, contre productive, va créer en réalité les bases de la contestation du pouvoir russe dans de nombreuses régions désireuses de faire sécession.
Dans la seconde moitié du XIXe siècle, les publicistes russes adoptent et transforment l'idéologie du panslavisme ; « convaincus de leur propre supériorité politique [ils] ont soutenu que tous les Slaves pourraient aussi bien fusionner avec les Grands Russes ».
Cependant, l'expansionnisme russe des XVIIIe et XXe siècles se base sur deux logiques contradictoires : la volonté d'étendre les frontières de la Moscovie, afin d'isoler le cœur russe des influences extérieures délétères vues comme indésirables et de l'autre celle d'imposer la Russie dans le concert des nations en Europe lui imposant de respecter les règles et mœurs européennes.
De ce fait, les tsars vont vouloir agrandir, consolider et moderniser l’Empire en le russifiant et en lui donnant les contours d’un État-nation à l’européenne doublé d’un empire colonial. Cette politique menée sur plusieurs siècles aboutira notamment à la fin du XIXe siècle et plus encore au cours de la Première Guerre mondiale à un effet contraire avec l’éclatement de l’Empire en 1917 et à nouveau avec l'URSS avec l'effondrement de l'Union soviétique en 1991.

## Expansion coloniale sous l'empire russe
Durant les trois siècles précédant la révolution russe de 1917, sous la dynastie des Romanov, la Russie s'aggrandit dans une dynamique d'expansion territoriale de 140 km² par jour en moyenne.
En 1853, un voyageur français, Germain de Lagny, note à ce sujet : « Malgré l’infécondité de son sol, malgré les rigueurs de son climat, malgré son gouvernement despotique, la Russie s’est démesurément agrandie […]. Tout à coup elle se révèle à l’Europe étonnée ; et du jour de son apparition elle aspire, avec une hauteur insolente, à la domination du monde ; en affichant des prétentions à la dictature européenne. ».

### Sibérie et Extrême Orient

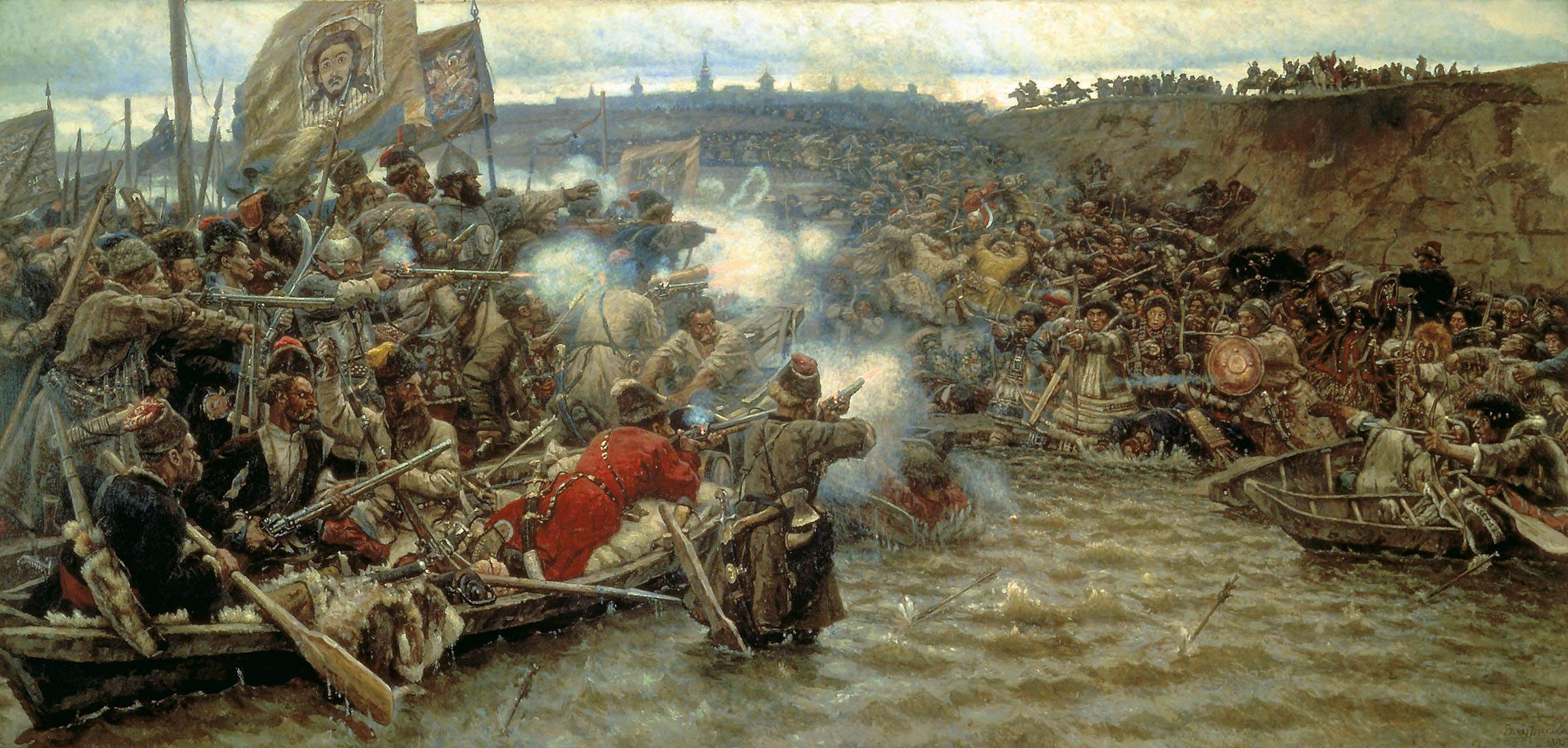
Conquête de la Sibérie par Iermak, une peinture de Vassili Sourikov.

L'expansionnisme russe a largement bénéficié de la proximité de la Sibérie, très peu peuplée, qui est progressivement conquise par la Russie depuis le règne d'Ivan le Terrible (1530-1584). La colonisation russe de la Sibérie et la conquête de ses peuples autochtones sont comparées à la colonisation européenne des Amériques, avec des impacts négatifs similaires sur les autochtones et l'appropriation de leurs terres. D'autres chercheurs, cependant, considèrent que la colonisation de la Sibérie différait de la colonisation européenne en ce qu'elle n'entraînait pas de dépeuplement indigène, et fournissaient un emploi rémunéré et intégrait les populations autochtones dans la société des colons. Le Pacifique Nord est également devenu la cible d'une expansion similaire établissant l'Extrême-Orient russe.
En 1858, pendant la seconde guerre de l'opium, la Russie renforce et finalement annexe la rive nord du fleuve Amour et la côte jusqu'à la frontière coréenne depuis la Chine par les traités inégaux du traité d'Aïgoun (1858) et la convention de Pékin (1860). Pendant la révolte des Boxers, l'Empire russe envahit la Mandchourie en 1900 et perpètre un nettoyage ethnique contre des résidents chinois du côté russe de la frontière,. En outre, l'empire obtient pendant un temps des concessions en Chine, notamment le chemin de fer de l'Est chinois et des concessions à Tianjin et à Dalian.

### Asie centrale
La conquête russe de l'Asie centrale s'est déroulée sur plusieurs décennies. En 1847-1864, les Russes traversent la steppe kazakhe orientale et construisent une ligne de forts le long de la frontière nord du Kirghizistan. En 1864-1868, ils se déplacent vers le sud depuis le Kirghizistan, prennent Tachkent et Samarkand et conquièrent les khanat de Kokand et l'émirat de Boukhara. En 1873, les Russes conquièrent Khiva et en 1881, ils prennent le Turkménistan occidental. En 1885, l'avancée russe est bloquée vers le sud vers l'Afghanistan par les Britanniques. En 1893-1895, les Russes occupent les montagnes du Pamir. Selon l'historien Alexander Morrison, « l'expansion de la Russie vers le sud à travers la steppe kazakhe dans les oasis fluviales du Turkestan a été l'un des exemples les plus rapides et les plus spectaculaires de conquête impériale du XIXe siècle ».
Au sud, le Grand Jeu est une confrontation politique et diplomatique qui existe pendant la majeure partie du XIXe siècle et jusqu'au début du XXe siècle entre l'Empire britannique et l'Empire russe sur l'Asie centrale et du Sud. La Grande-Bretagne craignait que la Russie prévoyait d'envahir l'Inde et que ce soit le but de l'expansion de la Russie en Asie centrale, tandis que la Russie poursuivait sa conquête de l'Asie centrale. En effet, plusieurs plans d'invasion russes du XIXe siècle en Inde sont attestés, y compris les plans Duhamel et Khrulev de la guerre de Crimée (1853–1856), parmi les plans ultérieurs qui ne se sont jamais concrétisés.
En 1903, le général Kouropatkine et ministre de la guerre russe sous l'empereur Nicolas II notait : « Notre souverain nourrit des plans grandioses : absorber la Mandchourie en Russie, entreprendre l'annexion de la Corée. Il rêve aussi d'englober le Tibet dans son empire. Il veut régner sur la Perse, s'emparer du Bosphore et des Dardanelles ».

### Europe

#### Europe du Nord: Finlande et pays baltes
Bien avant le XIXe siècle, les principautés slaves, dont une partie formera la Russie, lorgnent déjà sur les régions baltes et leurs peuples indigènes fenniques (Estoniens) et Baltes (ancêtres des Lettons et Lituaniens) et organisent des raids, sans conquérir ces territoires de manière pérenne.
Finalement conquises et colonisées par les Allemands au Moyen Âge, les provinces baltes (Livonie) restent longtemps convoitées par la Russie, qui ne s'en empare que partiellement et très provisoirement pendant la guerre de Livonie à l'occasion de quelques expéditions militaires. Le premier tsar de la Russie unifiée Ivan le Terrible y ordonne les premières déportations de populations des villes conquises vers la Russie centrale, notamment à Dorpat (Tartu, actuelle Estonie).
En 1721, la Russie devenue impériale prend finalement possession de ces territoires (correspondant à l'actuelle Estonie et le Nord de l'actuelle Lettonie) à l'issue d'une longue guerre contre la Suède incluant de nouvelles déportations ordonnées par Pierre Ier le Grand, notamment une seconde fois à Dorpat. Le nouvel empire se sert de ces territoires, pourtant essentiellement de cultures germanique et balto-nordique, comme des points d'accès vers la mer Baltique et des zones tampons entre la Russie proprement dite et les pays voisins.
Après la défaite suédoise lors de la guerre de Finlande de 1808-1809 et la signature du traité de Fredrikshamn le 17 septembre 1809, la moitié orientale de la Suède, la région qui devint alors la Finlande, fut incorporée à l'Empire russe en tant que grand-duché autonome. Cependant, à partir de la fin du XIXe siècle, la politique de russification de la Finlande vise à limiter le statut spécial du grand-duché de Finlande et éventuellement la fin de son autonomie politique et de son unicité culturelle. Les provinces baltes, localement dirigées et dominées par des Allemands ethniques, font également l'objet d'une tentative de russification à la même période.
En réprimant les cultures et la langues dominantes (allemand dans les pays baltes et suédois en Finlande), la politique de russification contribue paradoxalement à l'essor des langues indigènes. Aux yeux des indigènes, la russification met sur un pied d'égalité l'influence des colonisateurs suédois et allemands et celle des Russes. La russification, conjuguée à l'arrivée du libéralisme et du nationalisme romantique importés par les allemands et suèdois, contribue alors malgré elle à l'émancipation des indigènes finlandais, estoniens et lettons, à l'émergence des nationalismes, et enfin à la création d'États indépendants au début du XXe siècle. Cette situation de pays indépendants de culture européenne et soutenus par les grands pays européens et opposés à l'idéologie bolchévique va alimenter le sentiment en Russie d'être une forteresse assiégée par l'Europe.
Des politiques de russification similaires ont également été menées en Ukraine et en Biélorussie.

#### Europe centrale
Au lendemain de la guerre russo-turque (1806-1812) et du traité de Bucarest qui a suivi, les parties orientales de la Principauté de Moldavie, un État vassal de l'Empire ottoman, et certaines régions autrefois sous domination ottomane directe, sont passées sous la domination de l'Empire et subirent une politique de colonisation. Au Congrès de Vienne (1815), la Russie acquiert la souveraineté sur la Pologne, qui sur le papier était un royaume autonome en union personnelle avec la Russie. Cependant, les empereurs russes ont généralement ignoré les restrictions à leur pouvoir. La Pologne devient, de ce fait, un État fantoche,. L'autonomie a été sévèrement réduite à la suite du soulèvement de 1830–1831 et 1863, fortement réprimés le pays est d'abord gouverné par des vice-rois, puis divisé en gouvernements,.

### Caucase
La conquête du Caucase s'étale entre le XVIIIe et le XIXe siècle.
En parallèle, pendant la seconde guerre de l’opium en 1860-61, la Russie annexe sur le territoire de la Chine l'équivalent de deux fois la superficie de la France.

### Outre-mer
L'expansion vers l'est est suivie par la colonisation russe de l'Amérique du Nord à travers l'océan Pacifique. Les promychlenniki russes (trappeurs et chasseurs) développent rapidement le commerce maritime des fourrures, ce qui déclenche plusieurs conflits entre Aléoutes et Russes dans les années 1760. À la fin des années 1780, des relations commerciales s'ouvrent avec les Tlingits et, en 1799, la Compagnie russe d'Amérique est créé afin de monopoliser le commerce des fourrures, servant également de véhicule impérialiste pour la russification des autochtones d'Alaska.
L'Empire russe a également acquis l'île de Sakhaline qui a été transformée en l'une des plus grandes colonies pénitentiaires de l'histoire.
Les colonies russes les plus éloignées se trouvaient à Fort Elizavety et Fort Alexander, forts russes sur les îles hawaïennes, construits au début du XIXe siècle par la compagnie russe d'Amérique à la suite d'une alliance avec le grand chef Kaumualiʻi, ainsi qu'à Sagallou, une colonie russe établie en 1889 sur le golfe de Tadjourah sur la côte française des Somalis (aujourd'hui Djibouti). La colonie la plus méridionale établie en Amérique du Nord se trouvait à Fort Ross, en Californie.
Il ressort de l'ensemble de ces différents théâtres d'expansion que l’impérialisme russe de l’époque s’inscrit dans un schéma de domination commun en cours au XIXe siècle entre les puissances européennes concurrentes : sa colonisation du Caucase et de l’Asie centrale accompagnée de campagnes de russification forcée dans l’espace européen non-russe lui-même, apparaît en tous points comparables aux conquêtes coloniales menées par d’autres États européens.
En revanche, à la différence de ce qui se passait en Europe, l'expansion de l'empire russe comme le note l'historienne Francoise Thom, « se fait au prix de la destruction totale des autonomies locales, des privilèges des villes, des droits des sujets, au prix d’un isolement voulu et de l’enfermement de l’État sur lui-même ».

## Impérialisme soviétique

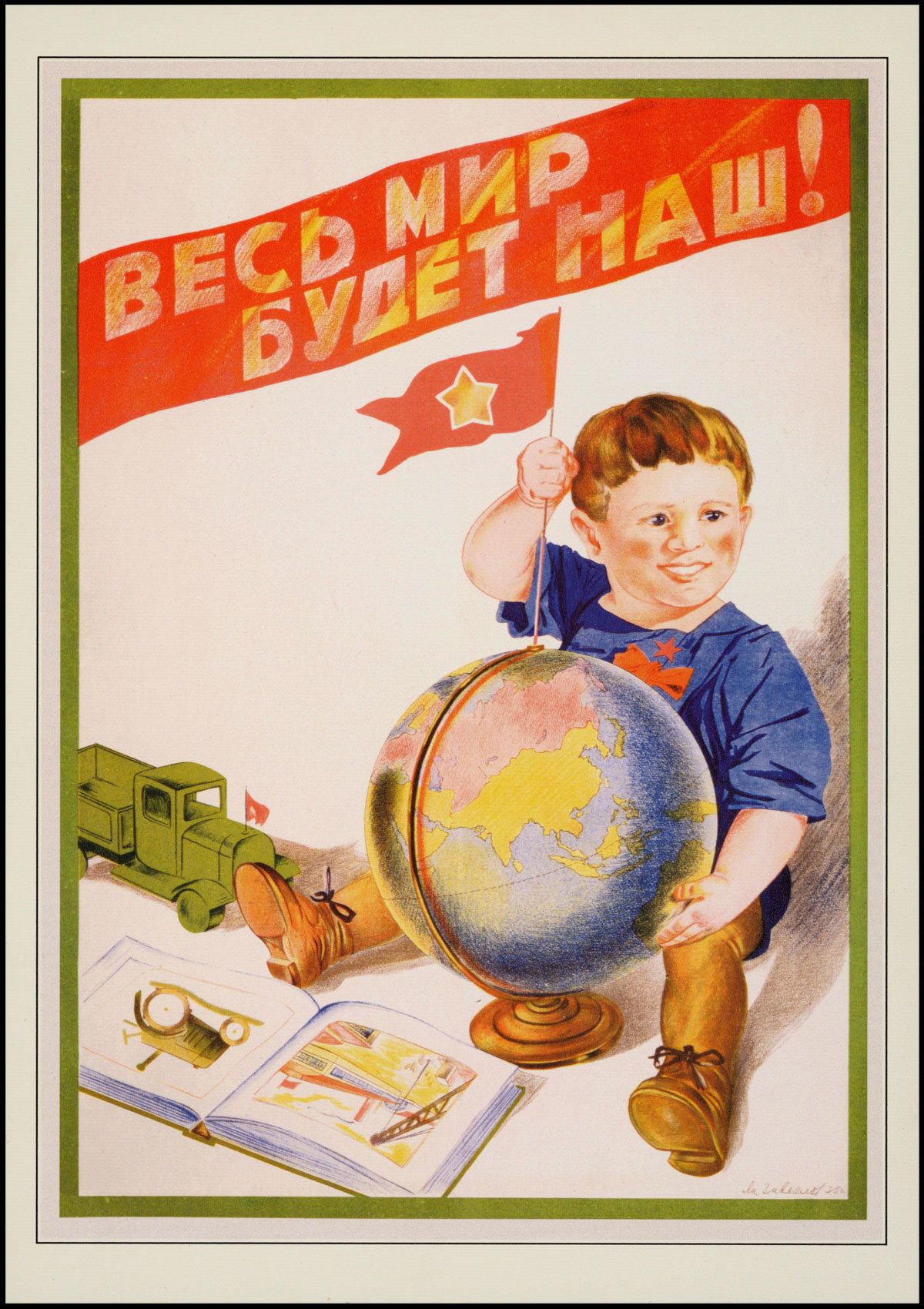
Une affiche soviétique de l'ère stalinienne avec l'inscription « Le monde entier sera à nous ! ».

L'Union soviétique, officiellement anti-impérialiste et a contribué de manière significative aux divers efforts visant à libérer les pays d'Afrique et d'Asie du colonialisme au XXe siècle. Certains historiens soutiennent que certains aspects de la politique étrangère soviétique présentaient des tendances communes aux empires historiques, un point de vue qui n'est pas universellement partagé et qui a été principalement articulé par des analystes occidentaux et chinois pendant la rupture sino-soviétique,. On considère traditionnellement que cet argument trouve son origine dans le livre de Richard Pipes, The Formation of the Soviet Union (1954). Plusieurs chercheurs, tels que Seweryn Bialer, soutiennent que l'Union soviétique était une entité hybride contenant des éléments communs aux empires multinationaux et aux États-nations,. Il a également été avancé que l'Union soviétique pratiquait un colonialisme similaire aux puissances impériales conventionnelles,,. Les maoïstes ont soutenu que l'Union soviétique était elle-même devenue une puissance impérialiste tout en conservant une façade socialiste.
Néanmoins, la fracture fondamentale entre d'une part le désir d'expansionnisme cosmopolite et d'autre part le désir d'autarcie isolationniste propre à l'histoire de l'empire russe depuis le XVIIIe siècle, va se retrouver à nouveau au cœur du fonctionnement géopolitique de l'URSS durant la période bolchévique puis de l'après communisme avec son effondrement en 1991.

### Asie centrale
Les Soviétiques ont poursuivi la politique de colonialisme interne en Asie centrale initié par l'Empire russe. Des années 1930 aux années 1950, Joseph Staline ordonne des transferts de population en Union soviétique, déportant des personnes (souvent des peuples entiers) vers des régions éloignées sous-peuplées. Les transferts du Caucase vers l'Asie centrale comprenaient la déportation des Balkars, la déportation des Tchétchènes et des Ingouches, la déportation des Tatars de Crimée, la déportation des Karachays et la déportation des Turcs meskhètes. De nombreux citoyens soviétiques européens et une grande partie de l'industrie russe est délocalisés au Kazakhstan pendant la Seconde Guerre mondiale, lorsque les armées nazies ont menacé de capturer tous les centres industriels européens de l'Union soviétique. Ces déplacés fondèrent des villes minières qui se sont rapidement développées pour devenir de grands centres industriels tels que Karaganda (1934), Zhezkazgan (1938), Temirtau (1945) et Ekibastuz (1948). En 1955, la ville de Baïkonour est construite pour abriter le cosmodrome de Baïkonour. De nombreux autres Russes sont arrivés dans les années 1953-1965, lors de la soi-disant campagne des terres vierges du secrétaire général soviétique Nikita Khrouchtchev. Encore plus de colons sont arrivés à la fin des années 1960 et 1970, lorsque le gouvernement a versé des primes aux travailleurs participant à un programme de relocalisation de l'industrie soviétique à proximité des vastes gisements de charbon, de gaz et de pétrole d'Asie centrale. En 1979, les Russes ethniques au Kazakhstan étaient au nombre d'environ 5 500 000, soit près de 40 % de la population totale de la république.

## Premier effondrement de l'empire: 1917 et renouveau soviétique 1922
À la suite de la défaite de la Première Guerre mondiale face aux puissances de l'axe en 1917, le régime tsariste autocratique s'effondre avec la révolution d'Octobre entrainant une première phase de recul russe.
L’empire russe retourne aux frontières de la Moscovie initiale et menace de se déliter alors que sont proclamées en 1918, les différentes indépendances polonaise, finlandaise, baltes, ukrainienne, géorgienne, arménienne et azerbaïdjanaise.
En 1920, les États baltes et la Finlande signent des traités de paix. La paix de Riga signée en 1921 qui suit la fin du premier conflit planétaire voit le renouveau de l'État Polonais à la suite de l'arrêt de l'Armée rouge le 15 août 1920 par l'armée polonaise et que la politique forcée de russification avait cherché à neutraliser définitivement,.
L'Ukraine centrée sur la ville de Karkhov et redevenu brièvement indépendante après la révolution de Février, ce qui met fin à l’Empire tsariste en 1917, est rattachée comme la Biélorussie, à la nouvelle Union des républiques socialistes soviétiques (URSS) en 1922.

### Le nouveau souffle idéologique de l'URSS
Le renouveau provient alors de la fondation de l'Union des républiques socialistes soviétiques dont la nouvelle idéologie politique du marxisme-léninisme qui prophétisait la victoire finale du communisme sur le capitalisme va fournir le liant nécessaire à la création d'une nouvelle sphère d'influence russe.
De plus, l'idéologie du régime soviétique, basé sur l'idée de propagation des régimes communistes dans le monde et la destruction des regimes non communistes,, s'appuie sur la volonté théorique d'une homogénéisation de la société avec en vue la disparition des identités nationales et l'absence théorique de domination russe. Elle se double de la volonté de faire de l'état soviétique le moteur central de la révolution à l'échelle mondiale tout en utilisant les institutions des états non communistes pour les faire basculer dans le camp bolchévique. Zinoviev déclare à ce sujet le 19 juillet 1920 au second congrès du Kominterm, l'Internationale Communiste, que " Le IIIe Congrès du Komintern se tiendra à Berlin puis à Paris et à Londres.".  
Ce phénomène idéologique s'appuie sur Armée rougeorganisée par Léon Trotsky et forte de 500 000 hommes qui intervient sur les différents fronts appliquant au passage une politique de répression pour appliquer le nouvel ordre soviétique,.
Si, à l'issue de plusieurs opérations militaires, la Russie récupère l'ensemble des territoires perdus à l'est et dans le Caucase, elle est en revanche repoussée à l'ouest ou l'idéologie communiste inquiète et perd l'ensemble des territoires de la face occidentale notamment avec la bataille de Vrsovie qui stoppe son avancée. C'est une conséquence directe de la politique de russification entreprise au 19éme siècle,.
Le nouveau pouvoir soviétique, officiellement anti impérialiste, issu des cendres de l'empire russe et marqué par une culture de l'encerclement et de paranoïa par rapport au monde extérieur, va renouer avec les pratiques de ce dernier. Elle se manifeste notamment avec l'annexion de la Géorgie indépendante en 1921, masqué par un récit célébrant à contrario l'amitié entre les peuples, la lutte pour la libération de la classe ouvrière et de la paysannerie,,.
Après 1924, à la mort de Lénine puis sous Staline en URSS, la concentration des pouvoirs autour de la personnalité du chef s'accentue avec une fermeture du pouvoir à toute forme de courants et factions dissidents.

## Années 1930: la reconstitution d'un nouvel empire soviétique
La position théorique de Lénine semble être au sein de l'Empire soviétique pour le droit des peuples à disposer d’eux-mêmes et critiquant le modèle russe fait de conquêtes brutales et autocentré. Il imagine donc une fédération où la Russie serait à égalité des autres nations, Républiques fédérées et républiques autonomes.
En réalité, les fondements de la domination russe résistent. Le modèle politique centraliste du Parti communiste de Moscou laisse en effet peu de place à la souveraineté dans les républiques de la nouvelle Union soviétique. Les méthodes impériales réapparaissent pendant la guerre civile russe.
En Ukraine, l'Holodomor (ou la Grande Famine) conséquence directe de la politique d'industrialisation de Joseph Staline et de punition de la paysannerie et du nationalisme ukrainien qui résiste à la collectivisation agricole lancée en 1929, fait 4 à 5 millions de morts en 1933. La pologne reste également un des objectifs de la politique de la soviétisation,.
Sur le plan des relations étrangères, les autorités russes restent également toujours à l'affût d'opportunités permettant d'assurer l'expansion territoriale de l'idéologie communiste et de l'empire soviétique dans un contexte sous tension des années 1930 en Europe avec la montée des fascismes en Italie et nazime en Allemagne face aux régimes démocratiques.
L'objectif demeure en effet fondamentalement d'alimenter des mouvements internes de guerre civile dans les différents états europeens pour les affaiblir, la France et l'Angleterre, rendant propice l'intervention des forces armées soviétiques pour instaurer des régimes communistes face au capitalisme. Staline déclare le 26 janvier 1934 au 17ème congrès du Parti :"Les choses s’orientent vers une nouvelle guerre impérialiste… Elle déclenchera à coup sûr la révolution et mettra en péril l’existence même du capitalisme dans une série de pays". 

## Expansionnisme soviétique: 1939-1945

### Août 1939: le Pacte germano-soviétique
Le 23 août 1939 est signé à Moscou entre l'Allemagne nazie dirigée par Adolf Hitler et l'URSS par Joseph Staline, le Pacte germano-soviétique.
Dans ce texte, l'Allemagne nazie et l'URSS s’engageaient réciproquement à respecter une stricte neutralité si l’autre signataire était en conflit avec une autre puissance européenne. L'accord se doublait d'une puissance économique prévoyant l’échange de matières premières soviétiques : blé, pétrole, charbon, fer (...) contre les machines industrielles allemandes. Berlin recevait les ressources indispensables à son industrie militaire, tandis que Moscou se dotait de machines-outils nécessaire à son développement économique et d'armements produits par l'Allemagne, condition qui avait validé l'accord pour Staline,.
Cet accord, qui stupéfait alors le monde entier, est également porteur de protocoles secrets signé, 4 jours plus tôt, qui précisaient le partage de l’Europe de l’Est en « zones d’influences » soviétiques et allemandes. Ce protocole permit à Hitler d’envahir la Pologne occidentale le 1er septembre 1939, secondée par l'URSS qui envahit la partie orientale du territoire polonais le 17 Septembre sans déclaration de guerre. Les Soviétiques prétextaient notamment le besoin de protection des populations biélorusses et ukrainiennes, majoritaires ensemble dans une partie des territoires polonais concerné (Ordre du 14 septembre 1939 de libérer les territoires de « Biélorussie de l’Ouest » et de « l’Ukraine de l’Ouest » de « l’occupation fasciste polonaise »).
L'Allemagne disposait de la liberté de manœuvre pour se tourner vers la Belgique les Pays-Bas et la France (campagne de juin 1940) sans crainte de l'existence d'un second front (leçon tirée de la défaite allemande de la Première Guerre mondiale). Cette participation soviétique à l’effort de guerre allemand renforce Hitler et lui facilite l’occupation d’une partie considérable de l’Europe.
Le bénéfice soviétique est également stratégique. L'URSS s’empara des pays baltes en 1940 (Estonie, Lituanie, Lettonie) qui furent illégalement annexés et une politique de domination et de répression accérée contre les opposants est mise en place. L'invasion permet aux dirigeants soviétiques dans une optique impériale renouvelée de reconquérir les bords de la mer baltique, perdus au moment de l'indépendance de ces trois pays,. L'objectif est également de reconstituer une frontière épaisse pour isoler la Russie par la création d'une zone d'Etats tampons.
En raison de leur soutien à la Pologne en garantissant ses frontières, la France et le Royaume-Uni sont alors dénoncés par la propagande stalinienne comme des "fauteurs de guerre". 
Le 12 juin 1940, la marine soviétique, appuyée par l’aviation, impose un blocus maritime. Les troupes du NKVD attaquent les postes frontières lituaniens, estoniens et lettons le jour suivant. Puis, trois jours plus tard, un demi-million de soldats soviétiques franchissent les frontières désarmant les petites armées de ces républiques. À la faveur de coup d'Etat avec des communistes locaux, les administrations et gouvernement sont liquidées pour être remplacés par des autorités soviétiques.
En parallèle, l'URSS s'attaque à la Finlande au cours de la guerre d'Hiver à partir du 30 Novembre 1940, puis de la Bessarabie (actuelle Moldavie) puis de la Bucovine du nord (dans l’actuelle Ukraine). L’Union soviétique regagnait pour ses dirigeants les territoires que l’Empire russe avait perdus durant la Première Guerre mondiale avec le traité de Brest-Litovsk en 1918. L'attaque contre la Finlande eu pour conséquence principale l'exclusion de la Russie de la Société des Nations (ancêtre de l'ONU).
Ce protocole fut également renforcé par le Traité de « délimitation et d’amitié » signé en date du 28 septembre 1939. Ces textes eurent pour conséquence que l’URSS élargisse son territoire de manière considérable le long de ses frontières occidentales aux dépens des pays limitrophes.
L'occupation soviétique impose immédiatement un modèle communiste avec la confiscation de la propriété foncière et de l’industrie, etc.) et un régime de terreur politique. Près de 30 000 Polonais sont envoyés au Goulag dès les premiers jours de l’occupation, et beaucoup d’autres incorporés de force dans l’Armée rouge en tant que nouveaux citoyens soviétiques. Les opérations du NKVD entre septembre 1939 et juin 1941 vont faire déporter 330 000 personnes – dont un tiers d’enfants – dans les camps sibériens. En parallèle, le 5 mars 1940, le sort de 25 700 prisonniers de guerre polonais transférés en Russie est scellé par Staline : ils sont exécutés dans le plus grand secret, un crime de guerre connu sous le nom de massacre de Katyń (dont l'URSS fera porter la responsabilité à l'Allemagne nazie jusqu'en 1991). L'intelligentsia, les propriétaires fonciers, le clergé sont déportés ou tués dont 34 250 Lettons, 75 000 Lituaniens et près de 60 000 Estoniens. Des centaines de milliers de personnes originaires d'autres régions de l'URSS s'y étaient ensuite installées, sur ordre du Kremlin.
La version officielle soviétique à partir de 1945 fut que ce pacte avait été signé pour seul objectif de gagner du temps afin de préparer l’Union soviétique à une future guerre contre le IIIe Reich. Il faudra attendre le 8 décembre 1989, pour que la jeune fédération de Russie, principale héritière de l'ex-URSS, admette l’authenticité et l'existence des accords et des protocoles secrets qui avaient été publiés par les États-Unis dès 1948.
En réalité, les objectifs poursuivis par le pouvoir russe sovietique reste dans la lignée ceux du pouvoir Tsariste à savoir assurer une hégémonie russie sur l'Europe y compris au travers de l'idéologie communiste.
Comme le confiait Molotov dans la nuit du 2 au 3 juillet 1940 au premier ministre lituanien Krėvė-Mickevičius venu à Moscou pour éviter l'annexion des États baltes : « Vous devez voir la réalité en face et comprendre qu’à l’avenir les petits États devront disparaître. Votre Lituanie, les autres États baltes, la Finlande, feront partie de la grande famille, ils entreront dans l’Union soviétique. […] Aujourd’hui, nous sommes plus que jamais convaincus que le génial Lénine ne se trompait pas lorsqu’il affirmait que la deuxième guerre mondiale nous permettrait de prendre le pouvoir en Europe, de même que la première guerre mondiale nous avait permis de le faire en Russie. Aujourd’hui, nous soutenons l’Allemagne, mais juste assez pour qu’elle refuse les propositions de paix jusqu’à ce que les masses affamées des nations en guerre se soulèvent contre leurs dirigeants. Alors la bourgeoisie allemande s’entendra avec son adversaire, la bourgeoisie des alliés, pour écraser conjointement le prolétariat insurgé. Mais à ce moment nous interviendrons pour lui porter secours, avec des forces fraîches et bien entraînées, et sur le territoire de l’Europe occidentale, quelque part sur le Rhin, sera livrée la bataille décisive pour le destin de l’Europe entre le prolétariat et la bourgeoisie pourrissante. Nous sommes sûrs de vaincre la bourgeoisie… ».

## À la sortie de la Seconde Guerre mondiale
Par la suite, à la suite du retournement de situation du à l'invasion de l'URSS par l'Allemagne en juin 1941 avec l'opération Barbarossa, et la capitulation du IIIe Reich le 8 mai 1945, le pouvoir soviétique, grand vainqueur du conflit, fit main basse sur l’Europe centrale pendant un demi-siècle de 1945 à 1991 (dont la Roumanie, la Bulgarie, la Pologne, l'Allemagne de l'Est, la Tchécoslovaquie, seules la Yougoslavie dirigée par Tito puis l'Albanie échappant au centralisme soviétique). C’était la conséquence de la conférence de Yalta, qui s’était tenue du 4 au 11 février 1945 dans la ville de Crimée.
À la conférence de Potsdam, l'URSS obtient l'annexion de Königsberg et sa région adjacente, qui formeront l'exclave russe de l'oblast de Kaliningrad d'une superficie de 15 000 km2, bordée par la Pologne et la Lituanie.
Grâce à la victoire, les gains territoriaux obtenus à la suite des accords germano-soviétiques de 1939 sont conservés : la Carélie finlandaise, les États baltes, la part orientale de la Pologne, la Bucovine du nord et la Bessarabie. De même, elle comprend l'annexion du port finlandais de Petsamo, de la Ruthénie carpatique acquise aux dépens de la Tchécoslovaquie, ouvrant les portes de l’espace danubien.
Avec 22,4 millions de km², soit 1/6 des terres émergées, l’URSS est de loin le plus grand État du XXe siècle et l'empire russe est à son apogée avec la constitution du bloc de l'Est.

## De 1945 à 1991: le primat de la vision soviétique et la répression des mouvements démocratiques
De 1945 à 1991, l'objectif du pouvoir soviétique va être de maintenir son influence et son hégémonie sur les pays récemment conquis par les armes tout en relevant son économie et panser les plaies de la guerre (7 millions annoncées par la propagande / 27 millions de morts en réalité). En effet, nouvel acteur géopolitique mondial à partir de 1945 face aux États-Unis, l'URSS ressort du conflit paradoxalement comme une nouvelle super puissance mais appauvrie en raison des destructions et des pertes humaines sur son sol.
Staline poursuit à la fin de la guerre des objectifs précis vis-à-vis de l'Europe de l'Est : il veut avant tout mettre en place un « glacis » qui protège l'URSS de tout risque de tentative de renversement du régime communiste par les Occidentaux. Il veut à tout prix éviter de se retrouver dans la situation de l'URSS des années 1920 qui a dû lutter pour sa survie. À Yalta puis à Potsdam, Staline affiche clairement sa volonté : « s’ils ne sont pas entièrement absorbés par l’URSS, ces territoires situés entre la Russie et l’Allemagne doivent être dirigés par des régimes amis exempts d’éléments fascistes et réactionnaires ».
De plus, la conception stalinienne du pouvoir se fonde toujours sur la volonté de reconquête des territoires de l’Empire russe perdus par les bolcheviks après la chute du régime tsariste.
Il, et ses successeurs après lui, souhaite également exclure les États-Unis de l'Europe, nouvelle superpuissance qui fait obstacle à l'hégémonie russe sur le continent, au travers d'un accord de sécurité entre puissances européennes proposée en Février par Molotov,.
Un véritable empire militaire et idéologique que Winston Churchill qualifia de rideau de fer est dès lors institué à l‘Est allant de l’Elbe jusqu'à Trieste. Les élections libres promises par Staline ne sont pas suivies d'effet et des régimes pro soviétiques sont systématiquement instaurés dans les différentes Etats avec l'instauration du système de parti unique à la solde du pouvoir soviétique et la répression de toute opposition politique intérieure au moyen d'élections truquées comme en Pologne en Janvier 1947. L'URSS dirigée par Staline se fixa pour objectif premier de placer l’Europe de l’Est sous son influence directe, ce qui fut perçu dans ces pays comme une domination impériale. Le Kremlin choisissait des dirigeants affidés, un modèle politique, une idéologie politique et un système d’alliances imposées de force instaurant des démocraties populaires dans le bloc de l'Est,.
Une remise au pas généralisée est en réalité effectuée dans l'empire soviétique agrandi composé d'Etats satellites sous l'emprise militaire et policière directe de Moscou. Les conséquences ne se font pas attendre.

### La mise au pas des États satellites d'Europe centrale et orientale par l'URSS
En 1947, la Pologne et la Tchécoslovaquie sont contraintes sous la pression de refuser l'aide du plan Marshall pour la reconstruction européenne. En juin 1948, le général Tito dirigeant de la Yougoslavie et qui a eu le tort de vouloir tenir tête à Moscou en voulant fédérer l'Albanie, la Bulgarie et le nord de la Grèce est exclu du Kominform.
Les restrictions des libertés entraînent de violentes crises en RDA et en Pologne en notamment en Juin 1953 avec des grèves ouvrières massives. En Allemagne, divisée depuis 1945, et ce en raison des conditions de vie très restrictives, une immigration massive d'allemands est observée de la RDA, vitrine du socialisme, vers la RFA à partir de 1949 (2,7 millions d'allemands migrent jusqu'en 1961).
En 1956, le pouvoir soviétique qui recourt à la force pour conserver les acquis territoriaux lance la répression de l'insurrection de Budapest en Hongrie occasionnant la fuite de 200 000 hongrois.
L'Ukraine, membre de l'URSS, recèle également une armée de partisans active jusqu'en 1954 malgré plusieurs opérations de neutralisation menées par le NKVD puis le KGB au cours des années qui suivent la fin de la Grande Guerre patriotique et ce malgré la célébration à contrario au nom de l'amitié entre les peuples, des 300 ans de la réunification de la Russie et de l'Ukraine.
Le même phénomène est observé dans les trois pays baltes avec les frères de la forêt qui combattirent les forces soviétiques par des actions de guérilla jusque dans le milieu des années 1950.
En 1955 est institué le pacte de Varsovie qui doit défendre à l'extérieur les frontières du bloc de l'Est en réponse à l'Otan et à l'intérieur maintenir le régime soviétique.
Le Printemps de Prague, du 5 janvier au 21 août 1968 mené par Alexander Dubček en Tchécoslovaquie pour l'introduction de davantage de libéralisme et qui visait à établir les libertés fondamentales est réprimé par les troupes du pacte de Varsovie en vertu de la doctrine de «la souveraineté limitée» (ou « doctrine Brejnev ») limitant la souveraineté des États satellites de l'URSS en Europe de l'Est et leur interdit de remettre en cause le modèle soviétique socialiste. Elle occasionne la fuite de 170 000 personnes et entache durablement à l'étranger la réputation des autorités soviétiques.
La Pologne au travers de son Église catholique, qui baigne dans un glacis anti religieux, va également mener une sourde guerre en dentelles contre le pouvoir central russe de Moscou dont les rapports de force vont s'accentuer davantage avec l'élection de Jean Paul II.

### Perçue internationalement comme une puissance anti impérialiste
Malgré ses actions en interne, paradoxalement, l'URSS apparaît comme le soutien de la décolonisation notamment aux yeux des pays colonisés puis en décolonisation au sortir de la Seconde Guerre mondiale. Elle s'institue comme la véritable puissance alternative à l’impérialisme et au colonialisme, davantage que les États-Unis qui, malgré leur force d’attraction technologique et économique, sont impliqués dans la guerre du Viêt Nam et pâtissent de plus, de l'alliance atlantique avec les anciennes puissances coloniales européennes (Espagne, Portugal, France, Angleterre, Belgique),.
Le soft power soviétique repose en effet, sur une vaste entreprise de formation au modèle rapide de développement par le plan et les nationalisations en direction du Tiers-Monde, comprenant notamment la formation de jeunes dans les universités et l’envoi de coopérants, ingénieurs et techniciens dans de nombreux pays dont l'Irak, l'Égypte, l'Algérie et le Mozambique. Le tout s’appuie sur l'existence des réseaux militants communistes transnationaux soutenu par une puissante propagande soviétique qui couvre la réalité du système soviétique et ses véritables objectifs qui consistent à affaiblir les pays opposés l'URSS,.
Toutefois, plusieurs éléments distincts vont remettre en cause ce prestige politique.

### 1975: les accords d'Helsinki
En parallèle au maintien de l'ordre russe sur les pays satellites européens, et à la stratégie de séparer les Etats-Unis des pays de l'Europe continentale, les autorités soviétiques cherchent à obtenir la reconnaissance des acquis territoriaux et donc des frontières issus de la Seconde Guerre mondiale auprès des puissances occidentales. Ce sera effectué avec les accords d'Helsinki en août 1975. Si les revendications soviétiques dont l'inviolabilité des frontières, la non-intervention dans les affaires intérieures, ou encore l'intégrité territoriale des États et l'égalité souveraine sont reconnues et acceptées, en revanche, le monde occidental conditionne son accord à la reconnaissance par le pouvoir soviétique des libertés individuelles fondamentales et le respect des droits de l'homme,.
Ces éléments et notamment la question des droits de l'homme, avec lesquels la pratique des régimes communistes est en contradiction, seront les germes de la destruction de l'empire soviétique.
Ils vont se combiner avec trois autres éléments.
D'une part, l'expansionnisme soviétique a un prix : les services et l'agriculture ont été sacrifiés en URSS sous Staline au profit du secteur militaire. Ce dernier absorbe sous l'ère de Léonid Brejnev jusqu'à 70 % des ressources du budget de l'État, fonctionnant en vase clos sans apport bénéfique pour la société civile. Le déséquilibre nécessite l'importation de céréales à partir de 1972 jusqu'à 40 millions de tonnes / an. Ce qui marqua le début de l'effondrement structurel de l'URSS et conduira à son implosion en 1991.
D'autre part, le discrédit mondial issu de l'intervention en Afghanistan (1979-1989) qui apparaît comme l'équivalent d'une guerre de décolonisation ou l'équivalent d'un Vietnam à la soviétique contribue à affaiblir durablement le prestige international de l'URSS tout en traumatisant durablement la société russe en raison du coût humain.
Enfin, la politique de russification menée par le Kremlin pour homogénéiser l'empire soviétique conduisent en retour à sa fracturation complète avec le retour des nationalismes qu'elle était censée annuler. En effet, l'Union soviétique avait pour projet idéologique initial une société socialiste homogène et égalitaire, libérée de toute forme de nationalisme et de la domination des Russes. La principale conséquence du régime soviétique fut paradoxalement la restauration d’une Russie souhaitant dominer à nouveau ses voisins proches et le renforcement d'un ressentiment nationaliste dans les pays qui composaient l'URSS et également au sein du bloc de l'Est.

### Années 1980: Glasnot, Perestroïka et l'accroissement des fissures
La position internationale de l'URSS est affaiblie par le conflit en Afghanistan dont elle se retire en 1989.
La nomination de Mickhaïl Gorbatchev en 1985 qui a perçu les faiblesses de l'URSS malgré le dispositif économique du COMECON et du pacte de Varsovie, et qui hérite des défauts structurels profonds de l'URSS érigée par Staline, entreprend une série de réformes économiques avec le programme la Perestroïka (Reconstruction) et politiques avec celui de la Glasnost (Transparence). Ce programme, qui sous estime l'hostilité majeure au communisme au sein du bloc de l'Est, à qui le communisme a été imposé de force, et qui pense pouvoir sauver l'URSS tout en tentant de découpler les pays d'Europe des Etats-Unis, va au contraire être le moteur du réveil des indépendances et le retour d'une vie politique démocratique autonome,.
Le processus de décommunisation et d’indépendance nationale est en effet initié en 1987 dans les trois États baltes (Estonie, Lettonie et Lituanie) par des manifestations. Pacifistes, ces mouvements culminent le 23 août 1989, date symbolique de l'anniversaire des 50 ans du Pacte germano-soviétique au travers d'une immense chaine humaine, la Voie balte, reliant les trois capitales (Tallinn, Riga, Vilnius) composée de 2 millions de personnes sur une distance continue de 500 kilomètres.
Le 24 décembre 1989, les autorités soviétiques, qui avaient nié leur existence pendant 50 ans, reconnaissent la réalité des protocoles secrets de partage de l'Europe du Pacte germano-soviétique, tabou absolu au sein de la société russe.
Le 9 novembre 1989, la chute du mur de Berlin lancée depuis l'été 1989, accélère le processus en cours en Hongrie. Elle aboutit à la disparition de la RDA le 3 octobre 1990 et la réunification de l'Allemagne.
En Roumanie, la révolution qui se déroule du 16 au 27 décembre 1989 voit le violent démantèlement du régime communiste de Caeusescu pourtant allié de l’URSS sur le versant sud-Est de l’Europe sans réaction de la part de cette dernière.
En Pologne, au travers du mouvement Solidarnosc mené par Lech Walesa depuis 1981, et qui devient légal en 1987, le mouvement vers l'indépendance est lancé et aboutit au premier gouvernement élu non communiste en Europe de l'Est. En parallèle, le massacre de Katyn est reconnu en août 1990 par les autorités russes,.

## 1991: la perte définitive des pays conquis pendant la Seconde Guerre mondiale.
En décembre 1991, lors de l'effondrement politique, social et économique de l'URSS provoqué par un délitement structurel profond en cours depuis les années 1970 (diagnostiqué selon différentes approches d'abord par l'historien soviétique dissident Andreï Amalrik puis par l'anthropologue Emmanuel Todd et l'historienne Hélène Carrère d'Encausse), souligné par l'accident de Tchernobyl en 1986, les pays satellites du bloc de l'Est qui secouaient la chape de plomb soviétique tout au long des années 1980, reprennent définitivement leur indépendance au prix de conflits avec cette dernière,.
Les pays baltes, les premiers à la manoeuvre, sont notamment l'objet de plusieurs tentatives du pouvoir soviétique pour entraver leur indépendance nouvellement retrouvée avec notamment un blocus économique à l’encontre de la Lituanie, l'intervention des unités spéciales du ministère soviétique de l’Intérieur d'abord en Lituanie puis en Lettonie en janvier 1991, conduisant à la mort de 14 personnes à Vilnius, puis 5 à Riga.
Le putsch d’août 1991 est immédiatement saisie par les trois Républiques fédérées pour réaffirmer leur indépendance. Le 20 août 1991, la Lituanie et l'Estonie réaffirment leur indépendance, suivies le lendemain par la Lettonie. Ils sont reconnus par la Russie et les pays nordiques au cours du mois d'Août suivi par la Communauté européenne, le 27 août 1991. L'URSS y est contrainte 6 septembre 1991. Le 17 septembre 1991, l’Estonie, la Lettonie et la Lituanie sont admises à l’ONU.
L'URSS moribonde, voit sa disparition actée le 08 décembre 1991.
La Russie retourne alors aux frontières de la dynastie des premiers Romanov avec une population équivalente. La frontière recule de 1 500 km vers l'Est au-delà de l'ancien rideau de fer et quelque 25 millions de Russes se retrouvent dès lors dans des États postsoviétiques, conséquence de la politique de russification,.
Seul territoire issu de la Seconde Guerre mondiale, Kaliningrad, ex-Königsberg, et son accès à la mer Baltique est conservé pour la Russie.
C'est une nouvelle crise profonde de l'empire russe après celles précédemment vécues de 1917 à la suite de la disparition du tsarat et de juin 1941 avec l'opération Barbarossa que doit affronter la Russie qui frole la disparition en tant qu'Etat en raison de la notion centrale d'expansion territoriale et de puissance symbolique attaché à l'empire dans l'imaginaire collectif russe et lié à sa tradition messianique. De plus, la Russie se retrouve au rang d'une puissance régionale entourée de puissances en conflit avec elle,.
Plus profondément, elle marque également l'échec de la stratégie de glacis occidental initiée par Joseph Staline en 1945 et qui s'effondre en moins de 10 ans à partir de 1985 à la grande surprise de nombreux observateurs et gouvernements à travers le monde,.

### La tentative de la Communauté des États indépendants (CEI)
Dans un premier temps, les élites dirigeantes sous l'ère de Boris Eltsine pensent que les terres perdues, avec l'éclatement en 15 républiques, pourront être récupérées notamment par le biais d'une coopération économique et en excluant dorénavant toute option militaire. La conception d'un empire désormais libéral, suivant la doctrine d'Anatoli Tchoubaïs, se traduit par la création de la Communauté des États indépendants (CEI) le 8 décembre 1991 par la fédération de Russie, l'Ukraine et la Biélorussie.
Néanmoins, l'échec de la CEI qui est davantage vu comme un moyen de « divorce civilisé » par les autres membres, et la position des Siloviki, les hommes issus des structures russes dite « de force » dont le KGB et l'armée, vont entraîner la mise en place d'une politique d'interventionnisme nouvellement renforcée notamment à partir des années 2000 et avec l'accession au pouvoir de Vladimir Poutine (lieutenant-colonel de réserve du KGB). En outre, sa constitution suscite la méfiance des européens qui redoutent, non sans raisons, la recréation d'une hégémonie au profit de la Russie générant de nouvelles frictions.
Dans le sillage de la désintégrarion de l'URSS, l'ensemble des pays intégrés de force dans la sphère d'influence de l'URSS en 1945 et qui avaient mené une lutte déterminée pour s'en extraire retrouvèrent leur indépendance comme les pays baltes, la Roumanie, la Bulgarie, la Pologne, la Slovaquie, la République tchèque, l'Allemagne de l'Est fusionnant avec la RFA durant la réunification de 1990 à la suite de la chute du mur de Berlin dû à l'ouverture des frontières du bloc de l'Est durant l'année 1989.

### Nouvelle influence de l'OTAN et attraction renforcée de l'Union européenne
L'ensemble de ces pays va intégrer à partir de 1999 et les années suivantes l’Union européenne et l’OTAN pour se prémunir contre tout retour de l'influence russe non désirée, ce qui entraîne de nouvelles tensions avec la Russie contemporaine qui y voit une source de menaces pour sa sécurité. La Pologne en fait un axe majeur de sa politique extérieure à partir de 1992, de même que les pays baltes dès 1993. Dans l'OTAN entrent après la Pologne en 1999, en 2004, les trois États baltes – la Lettonie, l'Estonie et la Lituanie, dont l’annexion par l’URSS en 1940 n’avait jamais été reconnue par les pays occidentaux –, la Bulgarie, la Roumanie, la Slovaquie et la Slovénie ; en 2009, l’Albanie et la Croatie ; en 2017, le Monténégro puis, en 2020, la Macédoine du Nord.
De plus, l’intégration de l'OTAN apparaissait pour nombre de ces pays comme la volonté de « retrouver la famille occidentale », l'adhésion à l'Union Européenne nécessitant davantage de temps et le respect de plus nombreux critères plus contraignants,.
Plus profondément, l'extension de l'OTAN dans les années 1990 et l'adhésion de nombreux pays de l'ex-URSS à l'Union européenne à partir de 1999 traduit en réalité la perte d'influence de la Russie en tant que grande puissance. Le choix par l’Ukraine, en 2013, de vouloir s’associer économiquement avec l’Union Européenne plutôt qu’avec cette dernière, et qui fut le déclencheur des évènements de l'Euromaïdan, a été beaucoup plus important que la perspective d'une hypothétique adhésion à l’OTAN.
La Russie aurait en effet réalisé au cours des années 2000, que l’intégration dans l’Union Européenne regroupant 500 millions de personnes a eu un impact plus profond et plus large sur la société, la politique et l’économie des pays concernés que ne l’a eu l’appartenance à l’OTAN, comme en témoignent les exigences sévères du processus d’accession.
Ces bouleversements géopolitiques traduisent le fait qu'en réalité Moscou n’a pas accepté de ne plus être l’égal des États-Unis et de perdre le contrôle des États frontaliers. L’élargissement de l’OTAN a davantage été révélateur de cette perte de statut de grande puissance que la source de son raidissement supposé, notamment par rapport à l'Ukraine à partir de 2004 puis les années suivantes. Le ressentiment russe « vient davantage de l’effondrement de l’URSS que du comportement de l’Ouest », comme l'analyse d’ailleurs un expert russe reconnu, Sergeï Utkin.
De plus, l'absence d'un véritable travail historique entrepris dans les années 1990 sur les conditions difficiles de vie en vase clos au sein de l'ex-empire soviétique avec la répression politique et idéologique permanente, l'absence de libertés, le contrôle de l'information et la propagande omniprésente, les pénuries à répétition, participe à une idéalisation de ce dernier dans la population russe doublé d'un sentiment de nostalgie de l'URSS en raison d'un sentiment de puissance surestimée, et ce notamment par la frange la plus jeune qui n'a pas vécu à cette période,.
L'effondrement de l'empire soviétique va également donner lieu à une délicate joute mémorielle entre la Russie et anciens pays membres de l'URSS.

### Le cas des pays baltes
L'Estonie, la Lettonie et la Lituanie ont été occupées illégalement par l'URSS après la Seconde Guerre mondiale. Les trois pays ont néanmoins gardés leurs États grâce à la continuité juridique maintenue depuis l'étranger avec la complicité des pays du bloc de l'Ouest. De fait, ces pays ne peuvent pas être qualifiées d'anciennes républiques soviétiques à proprement parler étant donné que les RSS d'Estonie, de Lettonie et Lituanie sont des créations de l'occupant. On retrouve néanmoins cette qualification « d'anciennes républiques soviétiques » dans la presse internationale, qui ne fait souvent pas de distinction entre les pays baltes et les autres anciens territoires de l'URSS.
L'expression est vue par la classe politique des pays baltes comme une négation de l'existence préalable des États avant leur invasion, la minimisation du caractère illégitime et non souhaité de l'annexion et de l'occupation des pays baltes par l'URSS, mais aussi comme une continuité de la vision impérialiste et coloniale de la Russie. La vision russe serait alors opposée à une volonté d’émancipation nationale dont d'autres pays comme l'Ukraine depuis février 2022 sont régulièrement la victime comme les pays baltes de 1940 le furent par la Russie soviétique.
À ce titre, les pays baltes réclament que la Russie condamne l'occupation soviétique entre 1945 et 1991 et le Pacte germano-soviétique d'août 1939, dans lequel l'URSS et l'Allemagne nazie s'étaient partagées l'Europe centrale et orientale et qui avait donné lieu à leur annexion par la première.
Les points de friction à ce sujet ne vont cesser de s'amplifier avec la remise en cause de la vision russe historique auto centrée et officielle, et nouveau marqueur de l'identité russe, portée par le Kremlin, d'une URSS libératrice du nazisme et passant sous silence l'occupation de l'Armée Rouge des pays européens. Elle est confrontée au démantèlement ou déplacement de nombreux monuments soviétiques datant de la Seconde Guerre mondiale édifiés dans les Pays Baltes. Ces derniers, à contrario, les considèrent comme des manifestations de l'occupation soviétique de 1945 à 1991, phénomène accéléré par la guerre russo-ukrainienne qui a réveillé les spectres historiques et bien réels de l'occupation soviétique,. 
En réalité, comme l'analyse l'historienne et politologue, Cécile Vaissié : « Cela vise surtout à réaffirmer l'existence d’un monde russe (concept né après la chute de l’Union soviétique et visant à englober toute la diaspora russophone hors de Russie) et d’une Russie au centre d’un empire et gérant la vie des citoyens » car « Depuis les années 1990, le Kremlin entretient la confusion entre les russophones, les Russes, les citoyens russes, les anciens citoyens de l'URSS ou encore les anciens citoyens de l'Empire ». Ce faisant, plus profondément, le pouvoir russe, qui cherche à reconstituer un empire, nie en apparence l'indépendance, l'autonomie et la souveraineté des pays baltes retrouvées et farouchement défendues depuis 1991.  

## Impérialisme russe contemporain: 1991 à nos jours

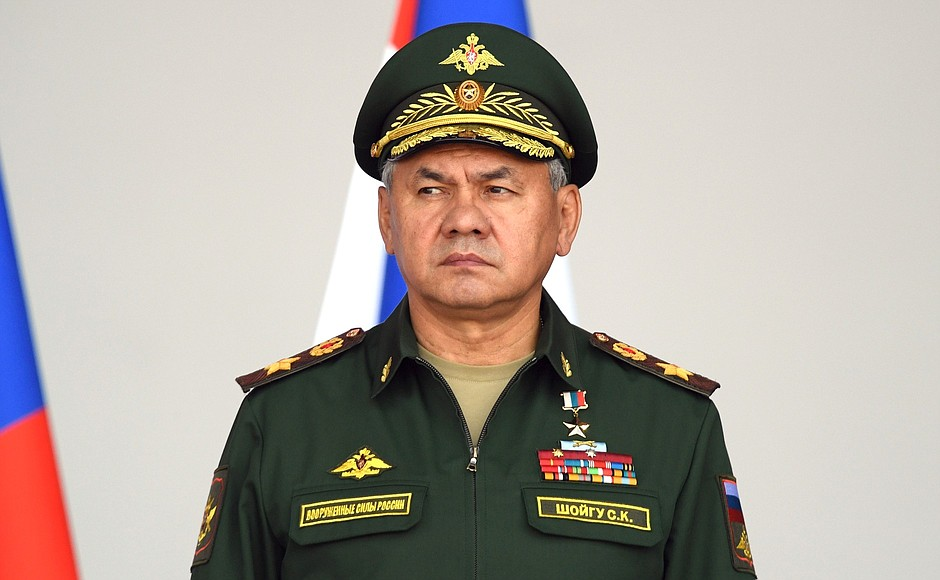
Sergueï Choïgou, général d'armée russe : les symboles arborés sur l'uniforme sont ceux de l'Empire russe (aigle bicéphale) et de l'Union soviétique (étoile).

A partir de 1991, la fédération de Russie est le principal État successeur reconnu de l'Union soviétique et après quelques hésitations durant la décennie suivante du au délabrement économique et sociale de l'ex URSS, la Russie ayant été ramené au statut de puissance régionale en conflit avec ses voisins, les autorités russes choisissent à partir de 1999 de ne pas accepter la fin de la guerre froide et d'essayer de ramener les États post-soviétiques sous son influence, quitte à mener divers conflits post-soviétiques et à relancer la guerre froide. 
Presque toutes les ex-républiques soviétiques ont initialement formé la Communauté des États indépendants (CEI) et la plupart ont ensuite rejoint l'Organisation du traité de sécurité collective (OTSC). Seuls les trois ex-républiques soviétiques baltes (Lettonie, Estonie, Lituanie) dont la communauté internationale n'avait jamais reconnu l'annexion par l'URSS ont pu choisir de ne pas rejoindre la CEI, mais l'Union européenne et l'OTAN,.
L'union avec la Biélorussie est une forme encore plus forte d'intégration avec la Russie. D'autres formes d'intégration comprenaient les initiatives économiques comme l'Union économique eurasienne et l'Union douanière de l'Union eurasiatique.
Dans le langage politique de la Russie et de certains autres États post-soviétiques, le terme étranger proche fait référence aux républiques indépendantes qui ont émergé après la dissolution de l'Union soviétique. L'utilisation croissante du terme en anglais est liée aux affirmations du droit de la Russie de maintenir une influence significative dans la région,,. Le président russe Vladimir Poutine déclare que la région est une composante de la « sphère d'influence » de la Russie et qu'elle était stratégiquement vitale pour les intérêts russes. Ce concept a été comparé à la doctrine Monroe.

### Nouveau positionnement par rapport à l'OTAN
Si dans les années 1990, l'intégration dans l'OTAN de nombreux anciens membres du pacte de Varsovie à partir de 1999 ne semble pas être un drame pour la Russie, et dont certains états dont les Pays Baltes et la Pologne en font un axe majeur de leur politique étrangère dès 1993, un changement de ligne politique plus ferme s'instaure à partir de 2007 et le discours de Vladimir Poutine à Munich.
En parallèle, le 5 juin 2008, le gouvernement russe par la voix de son président Dmitri Medvedev proposait le retrait de l'infrastructure de sécurité héritée de la guerre froide et donc de l'OTAN au profit d'un système de sécurité collective fondé sur la seule responsabilité des nations. Ces propositions, dans le contexte de la guerre russo-géorgienne qui éclate quelques semaines plus tard, furent donc accueillies avec une extrême prudence par les capitales occidentales. Elles sont la reprise de la proposition formulée en 1954 visant à découpler les Etats-Unis de la sécurité des pays de l'Europe au profit de la Russie,.
En 2018, à la suite du forum de Saint-Pétersbourg, l'agence officielle de communication russe sous direction du Kremlin, Ria-Novostia indique : « L’allergie de l’Europe à la poudre peut nous permettre de développer un business rentable. Ce n’est pas sans raison que Vladimir Poutine a proposé les services de la Russie pour assurer la sécurité européenne. La démonstration éloquente des possibilités russes en Syrie peut nous servir d’excellente réclame dans ce domaine. Pour paraphraser Lord Ismay, on peut dire que l’espace de sécurité commun discuté par Macron et Poutine lors du forum de Saint-Pétersbourg peut se construire selon la formule : « Les États-Unis doivent être boutés hors d’Europe, les intérêts de la Russie en Europe doivent être pris en compte, l’indépendance de l’Europe doit être soutenue. »
Le vendredi 17 décembre 2021, dans un contexte grandissant de crispation autour de l'Ukraine (100 000 soldats russes ayant été déployés aux frontières russes proches et malgré le Mémorandum de Budapest du 5 décembre 1994 garantissant ses frontières par la Russie), la Russie dévoile des propositions de traité pour limiter drastiquement l'influence des États-Unis et de l'OTAN dans son voisinage notamment face à la volonté de rejoindre l'OTAN par l'Ukraine en 2008 ajournée par la France et l'Allemagne.
Parmi les mesures, serait faite l'interdiction aux États-Unis d'établir des bases militaires dans tous les pays d'ex-URSS non membres de l'Otan, d'y utiliser les infrastructures « pour toute activité militaire » et même de « développer une coopération militaire bilatérale » avec ces États. De même, tous les membres de l'Alliance atlantique s'engageraient à ne jamais élargir l'Otan et à ne mener aucune « activité militaire sur le territoire de l'Ukraine et dans d'autres pays d'Europe de l'Est, du Caucase du Sud et d'Asie centrale ».
Les États-Unis se déclarent prêts à discuter en consultation avec leurs alliés Européens mais déclarent « le fait que tous les pays ont le droit de décider de leur propre avenir et de leur politique étrangère sans être soumis à une influence extérieure ».
L'expert russe Konstantin Kalatchev, qualifie les propositions présentées comme « irréalistes ». « Les Américains vont les percevoir comme un tour de propagande, un coup de com' pour détourner l'attention des actions de Moscou vers celles de l'Otan » ajoute t'il. « Pour la Russie, il est important de montrer que la menace ne vient pas d'elle et qu'elle n'a pas l'intention d'attaquer l'Ukraine ou de commencer une guerre avec les États-Unis ».
Au final, Washington et ses alliés écartent l’idée que la Russie puisse avoir son mot à dire sur la composition de l’OTAN et refusent de promettre que l’Ukraine n’intègre pas un jour l’Alliance,.

### Idéologues de l'impérialisme russe contemporain
L'effondrement de l'URSS et la faillite du marxisme-léninisme, « science de l'histoire » censée prévoir la victoire finale laisse à contrario à nouveau un vide idéologique majeur doublé d'un effondrement économique critique et une source de profond ressentiment au sein d'une partie de la population avec la mythologie d'une puissance russe contrariée et accompagnée d'une idéalisation nostalgique de l'ex-URSS sur laquelle aucun travail d'analyse critique n'a été effectué crise des années 1990 et délitement de l'État russe obligent.
La contraction territoriale subie en 1991, conséquence directe de la disparition du Bloc de l'Est dont les Pays membres étaient des satellites de l'URSS en vertu de la doctrine de souveraineté limitée,  participe dès lors à une remise en cause des représentations géopolitiques auxquelles se référaient les dirigeants soviétiques et bases indispensables à la mise en place d'une politique étrangère et une stratégie efficace. C'est dans ce contexte qu'émerge la théorie eurasienne.
Elle est issue des travaux des idéologues orientaux du XIXe siècle dont Nicolas Danilevski, Konstantin Leontiev, Vladimir Lemanski ou la Russie est perçue comme un « monde du milieu » et l'incarnation supérieure d'une synthèse entre l'Orient et l'Occident. La thèse eurasiste est maintenue sous l'URSS dirigée par Léonid Brejnev, par l'ethnographe et historien russe Lev Goumilev.
L'idéologie eurasiste contemporaine dans l'espace postsoviétique est alimentée par le théoricien politique proche de l'extrême-droite européenne, Alexandre Douguine, lui même élève de Goumilev, avec son livre Fondamentaux de géopolitique paru en 1997 et le Parti Eurasie qu'il a ensuite fondé. Il prone notamment la création d'un front russo-touranien renforcé par des alliances avec l'Iran et la Chine « contre le monde anglo-saxon mercantile ».
Le politologue Anton Shekhovtsov définit la version du néo-eurasisme de Douguine comme « une forme d'idéologie fasciste centrée sur l'idée de révolutionner la société russe et de construire un empire eurasien totalitaire dominé par la Russie qui défierait et finirait par vaincre son éternel adversaire représenté par les États-Unis et ses alliés atlantistes, provoquant ainsi un nouvel « âge d'or » de l'illibéralisme politique et culturel mondial ».
L'accession au pouvoir de Vladimir Poutine en 1999, puis son élection le 26 mars 2000, vont participer au renforcement de ce courant interne. De plus, l'idéologie néo-eurasienne est soutenu par le souvenir de la puissance de la défunte URSS, dont la disparation est considérée pour le président russe en 2005 comme « la plus grande catastrophe géopolitique du XXe siècle », le tout sur fond d'un sentiment que la guerre froide n'est pas terminée doublé d'une volonté de revanche pour les actuels dirigeants russes sous prétexte d'une « humiliation subie » par la Russie pourtant effondrée par elle-même en 1991 en raison de profonds dysfonctionnements structurels dans ses fondements politiques, économiques et sociaux, sans intervention extérieure ni invasion militaire,,.
Cette idéologie est utilisée pour justifier l'invasion russe contre l'Ukraine.

### Expansionnisme russe contemporain

Carte montrant la fédération de Russie en rouge foncé avec les territoires occupés par la Russie en Europe en rouge clair, comme suit :
1. Transnistrie (depuis 1992)
2. Abkhazie (depuis 1992)
3. Ossétie du Sud (depuis 2008)
4. Crimée (depuis 2014)
5. Oblast de Louhansk (partiellement occupé par la république populaire de Louhansk depuis 2014)
6. Oblast de Donetsk (partiellement occupé par la république populaire de Donetsk (depuis 2014)
7. Oblast de Zaporijjia (partiellement occupé depuis 2022)
8. Oblast de Kherson (partiellement occupé depuis 2022)
(Cette carte n'inclut pas les îles Kouriles, disputées avec le Japon.)

Les territoires occupés par la Russie contemporaine comprennent en Europe continentale : la Transnistrie (qui a déclaré son indépendance en 1991 par rapport à la république de Moldavie) ; l'Abkhazie et l'Ossétie du Sud (pris à la Géorgie) ; et une partie du territoire de l'Ukraine dont la Crimée annexée en 2014, zone stratégique pour la Russie avec la présence de la flotte russe de la mer Noire à Sébastopol et sujet de tensions majeures avec l’Ukraine dès 1997.
En Asie, les quatre îles Kouriles les plus méridionales sont considérées par le Japon et plusieurs autres pays comme étant occupées illégalement par la Russie.

### Annexion de la Crimée
L'annexion de la Crimée fait suite aux évènements dit l'Euromaïdan qui ont vu en novembre et décembre 2013, le refus par la population civile ukrainienne de la dénonciation d'un accord entre l'Ukraine et l'Union Européenne sous pression de Moscou qui considère toujours que l'Ukraine et la Russie ne forment qu'une seule nation ce qui est démenti par les faits historiques,.
Le 26 février 2014, des heurts éclatent Simferopol, capitale de la Crimée. Les forces spéciales russes dirigées par le GRU et déployées en opération couverte s'emparent le 27 février du Parlement de Crimée et font voter l'organisation d'un référendum pour plus d'autonomie.
Le 28 février, l'Ukraine accuse la Russie « d'invasion armée et d'occupation ».
Le 3 mars, la Russie est sévèrement désavouée au sein du Conseil de sécurité des Nations unies ou 13 pays sur 15 votent contre elle sauf la Chine qui s'abstient. Le 4 mars 2014, le président russe, Vladimir Poutine nie toute implication de la Russie dans les évènements et déclare que la Crimée ne sera pas annexée. Il reconnaitra cependant que la décision d'annexion avait été prise dès le 23 février 2014.
Le 6 mars, le Parlement de Crimée demande le rattachement à la Russie au président Vladimir Poutine. Ce dernier dans son discours du 8 mars 2014 niant l'existence même de la nation ukrainienne impose également la position révisionniste de la Russie en affirmant que : « Le peuple russe est (en 1991) devenu l'une des plus grandes nations divisées du monde, sinon la plus grande ».
Le 16 mars le référendum sur le rattachement de la Crimée à la Russie est validé à 96 % mais est non reconnu par Communauté Internationale.
Le 18 mars, la Crimée est rattachée à la fédération de Russie.
L'annexion de la Crimée en 2014 conduit à une nouvelle vague de nationalisme russe, des voix à l'extrême droite russe appellent à annexer encore plus de terres en Ukraine, certains demandent la création de la Nouvelle-Russie. L'analyste Vladimir Socor présente le discours du président russe Vladimir Poutine après l'annexion de la Crimée comme étant de facto un « manifeste de l'irrédentisme de la Grande-Russie ».
L'annexion de la Crimée s'inscrit dans un projet imperial russe du nom de Novorossia ou Nouvelle Russie devant à terme inclure un territoire reliant la Russie à la Transnistrie en Moldavie, et l'ensemble des villes côtières méridionales de Marioupol à Odessa. 
L'historien russe Kirill Lipatov souligne le risque d'un tel projet en raison de l'instabilité et de la criminalité futures élevées des zones placées sous contrôle de l'armée russe sans statut juridique défini : « Ça sera un sarcome sur le corps de l'Europe : un pays sans droit, pauvre, isolé à peine aidé par la Russie. Que pourra-t-on faire ? Personne ne le sait. Et nous filons à toute vapeur vers cette situation ».

### Transnistrie
Après l'événement en Crimée en 2014, les autorités transnistriennes ont officiellement demandé à la Russie d'annexer la Transnistrie.

### Guerre en Ukraine et conséquences
Le 24 février 2022, la Russie envahit l'Ukraine à une bien plus grande échelle qu'en 2014, ce qui est considéré à la fois comme une continuation de l'irrédentisme de la Russie aux dépens de l'Ukraine mais également par ce que cette dernière est perçue par le pouvoir russe comme une pièce essentielle pour la reconstitution de l'empire russe au prix d'un dangereux révisionisme ou l'indépendance spécifique et l'existence propre de cette dernière est niée dans les différents récits instaurés par ce dernier (dénazification de l'Ukraine, lutte contre l'OTAN (...)),,.
Le 27 mars 2022, Leonid Passetchnik, chef de la république populaire de Louhansk, déclare que la république populaire de Louhansk pourrait organiser un référendum pour rejoindre la Russie. Le 29 mars, Denis Pouchiline, dirigeant de la république populaire de Donetsk, a évoqué une possibilité similaire.
Le conflit atteint l'ensemble des relations tissés entre l'Union Européenne et de la Russie postsoviétique à partir de 1991 à 2000. En effet, cette dernière s'oppose désormais frontalement et directement au code de bonne conduite érigé en principe par les accords d'Helsinki signés en 1975.
Cette contradiction et les dangereux développements du conflit a poussé à l'unité les capitales occidentales dans la mise en place d'une politique de condamnation unanime et de sévères sanctions économiques visant le complexe militaro industriel, le secteur bancaire et le secteur pétrolier et gazier russes. Les États européens redoutent de plus l'attaque sur des pays comme la Pologne et les pays baltes annexés et victimes directes du Pacte germano soviétique d'Août 1939. 
Ces derniers en raison d'une méfiance redoublée due aux agissements de l'expansionnisme russe au cours des siècles précédents dont ils ont été longtemps victimes, puis de la Crimée en 2014, n'ont cessé en conséquence de dénoncer et alerter leur partenaires européens sur la nouvelle politique impérialiste russe à l'œuvre en Europe. Ils ont également été la cible de plusieurs cyber-attaques russes en 2007 et d'opérations de déstabilisation au cours des années suivantes. L'idéologue russe et proche de l'extrême-droite, Alexandre Douguine et partisan d'une guerre des civilisations menée par un nouvel Empire eurasien est coutumier des déclarations intempestives comme le fait que les États baltes sont les ennemis de la Russie et qu'une disparition des États-Unis pourrait donner lieu à une invasion de la part de la Russie.
Néanmoins, la guerre qui a révélé les nombreuses faiblesses de l'armée et le raidissement du pouvoir politique russe depuis le 22 Février 2022 due à l'intense résistance inattendue de l'Ukraine qui par sa volonté de rejoindre l'Union Européenne contrecarre la restauration d'une zone d'influence russe, met aussi et à nouveau la Russie face a son dilemme historique : soit, au nom d'un projet impérial anachronique, se condamner à la stagnation économique. Soit donner la priorité à la prospérité en abandonnant un modèle autocratique et les ambitions hégémoniques qui y sont liées,.
Il faut noter que globalement, le Kremlin, dans son   dernier concept de politique étrangère russe publié en mars 2023, prône officiellement désormais pour un ordre international alternatif prenant la forme d’un monde multipolaire ordonné autour d’États-civilisations. Cette nouvelle apparoche comme viserait en réalité à établir une hiérarchie des cultures, certaines se voyant reconnaître le statut de civilisation, d’autres non permettant en retour de contester la pleine et entière souveraineté des États situés autour desdits "États-civilisations" au rang desquels se tiendrait la Russie. A partir de ce postulat, la Russie se donnerait donc des prérogatives sur tous les peuples et pays appartenant selon elle, de près ou de loin, au monde russe. Cette notion de « monde russe » conduit en vérité au final de manière dissimulé à recréer une nouvelle identité impériale afin de pouvoir justifier un nouvel impérialisme russe renouvelé. 

### Situation en Géorgie
Le 30 mars 2022, le président sud-ossète Anatoli Bibilov annonce son intention d'engager prochainement une procédure judiciaire en vue d'une annexion par la fédération de Russie. L'Ossétie du Sud est une république autoproclamée non-reconnue par la grande majorité de la communauté internationale et étant considérée comme un territoire de la Géorgie.